# ميرا مينون
ميرا مينون (بالإنجليزية: Meera Menon)‏ هي كاتبة سيناريو ومخرجة أمريكية، ولدت في القرن العشرين.

## وصلات خارجية
- الموقع الرسمي
- ميرا مينون على موقع IMDb (الإنجليزية)
- ميرا مينون على موقع قاعدة بيانات الفيلم (الإنجليزية)